# Yvonne Reyes
Pour les articles homonymes, voir Reyes.
Yvonne Dayanna Reyes Torres est un mannequin, une actrice et présentatrice vénézuélienne, née à Valencia le 8 octobre 1967.

## Biographie
Le 3 avril 2000 naît son premier enfant, Alejandro.
Elle a été mariée au frère de Carlos de Mata, Miki, avant de divorcer.
À l'âge de quinze ans, elle commence par travailler comme secrétaire dans des magasins de vêtements et dans des compagnies d'assurance jusqu'à devenir chef de département. Les week-ends, elle se rend à Caracas pour y travailler en tant que mannequin.
Après un procès causé par une demande de reconnaissance en paternité par Reyes contre Pepe Navarro, la justice espagnole conclut que, effectivement,  Pepe Navarro est le père de l'enfant  de la présentatrice de télévision.
Yvonne joue dans des publicités pour des marques telles que : Groupama, Philips Morris, Helados Nestlé, Heineken, Vodafone. Elle joue aussi dans des pièces de théâtre.
Le 16 mai 2013, Yvonne Reyes lance son premier parfum, IR by Ivonne Reyes. Pour le réaliser il a fallu 3 ans de travail avec les meilleurs parfumeurs de  Grasse.
À partir de mai 2015, Yvonne Reyes enregistre le film Santiago Apóstol, une production de José Manuel Brandariz où Julián Gil tient la vedette en jouant Santiago.

## Carrière
Elle s'installe alors à Miami puis en Espagne. En 1991, elle devient célèbre grâce à des émissions télévisées comme Le Juste Prix (El precio justo) présenté par Joaquín Prat et à des telenovelas  comme Hechizo de amor ou La verdad de Laura. Cela sera suivi par de nombreuses émissions de télévision, ce qui augmentera sa popularité en Espagne.
Elle participe en tant qu'actrice aux films La sal de la vida et Muchacho solitario et le court métrage Malasombra.
Elle présente des émissions sur toutes les chaînes (La noche prohibida, El juego de la oca, etc). Elle tourne aussi dans différents films comme : La sal de la vida aux côtés de Patxi Andión, Lluvia et  Los pájaros se van con la muerte (les oiseaux vont avec la mort). Elle tourne dans une telenovela avec Catherine Fulop. 
Depuis le 18 mai 2015, Yvonne Reyes participe au tournage du film Santiago Apóstol en jouant le personnage de Salomé, la mère de Santiago, aux côtés de Julián Gil qui joue le rôle-titre et d'Ana Obregón, une production de José Manuel Brandariz,.

## Filmographie

### Telenovelas
- 1995 : Quién da la vez,   Antena 3
- 1996 : Este es mi barrio, Antena 3
- 2002 : La verdad de Laura, TVE

## Présentatrice
- 1991-1992 : El precio justo, TVE, avec Joaquín Prat
- 1993 : Todo por la pasta, Antena 3, avec Sancho Gracia
- 1993-1994 : La batalla de las estrellas,Telecinco, avec Bertín Osborne
- 1994 : Ta tocao , Antena 3
- 1994-1995 : El Gran Juego de la Oca,Antena 3, avec Pepe Navarro
- 1996 : La noche prohibida, Antena 3, avec José Coronado et Enrique del Pozo
- 2005 : El verano de tu vida, TVE, avec Jorge Fernández et Miguel Nadal
- 2005 : ¡Hagamos el humor! Canal Sur, avec Guillermo Summers